# 五角帳塔柱
在幾何學中，五角帳塔柱是指底面為五邊形的帳塔柱。

## 正五角帳塔柱
考慮一個正五角帳塔柱，當側面皆為正多邊形時則為92種Johnson多面體(J20)中的其中一個，顧名思義，它可由一個正十角柱在一個底面上連接一底面大小相同的正五角台塔(J5)接合而成。或者也可以將同相雙五角帳塔柱(J38)截去一個正五角帳塔而得到。這92種Johnson立體最早在1966年由Johnson Norman命名並給予描述。若邊長為a此時體積和表面積可以以特定的公式表示：
體積：{\displaystyle V=({\frac {1}{6}}(5+4{\sqrt {5}}+15{\sqrt {5+2{\sqrt {5}}}}))a^{3}\approx 10.0183...a^{3}}
表面積：{\displaystyle A=({\frac {1}{4}}(60+{\sqrt {10(80+31{\sqrt {5}}+{\sqrt {2175+930{\sqrt {5}}}})}}))a^{2}\approx 26.5797...a^{2}}

### 對偶多面體
| Dual elongated pentagonal cupola | Net of dual |
| -------------------------------- | ----------- |
|                                  |             |

## 外部連結
- 埃里克·韦斯坦因. . MathWorld.